# Mitsubishi Freeca
Der Mitsubishi Freeca ist ein MPV für den asiatischen Markt und wird in Taiwan, China und den Philippinen gebaut, wo er als Mitsubishi Adventure bekannt ist. Er wurde erstmals am 11. September 1997 vorgestellt. 2005 wurde der 50000. Adventure im philippinischen Werk hergestellt.
In Indonesien wurde er bis 2005 als Mitsubishi Kuda produziert und auch als Mitsubishi Jolie für Vietnam hergestellt.
Die chinesische Firma Soueast fertigt das Modell als Soueast Freeca und Mitsubishi Freeca.
Für den südafrikanischen Markt werden in Kapstadt Fahrzeuge in CKD-Bauweise produziert und als Africar Landio und Africar Jockey vermarktet.